# Seine Scheidung, ihre Scheidung
Seine Scheidung, ihre Scheidung ist ein zweiteiliger amerikanisch-britischer Fernsehfilm (Ehedrama) von Regisseur Waris Hussein aus dem Jahr 1973. Der Film wurde von World Film Services für den Fernsehsender ABC produziert.

## Handlung
Ort der Handlung ist Rom, die Zeit die Gegenwart. Martin und Jane Reynolds sind seit 18 Jahren verheiratet und haben drei Kinder. Der zweiteilige Film erzählt die Geschichte ihrer Trennung, zunächst aus Martins, dann aus Janes Perspektive.
Martin, ein gut verdienender Projektmanager, lebt ganz für seine Arbeit, Jane dagegen für die Familie. Zur Konfrontation kommt es, als Martin sich entschließt, einen Job in Afrika anzunehmen. Er empfindet seine Ehe als sadomasochistische Hölle und geht schließlich allein nach Afrika.
Als die Arbeit ihn zwei Jahre später erneut nach Rom führt, hat er eine Affäre mit Janes Freundin, der verheirateten Diana Proctor, ist mit ihr aber nicht glücklich. Jane geht inzwischen mit dem ebenfalls verheirateten Turi Livicci aus. Als Martin und Jane sich zufällig begegnen, entdecken sie, dass sie immer noch vieles gemeinsam haben. Es zieht Martin zunehmend zu seiner Familie zurück – umso mehr, als er entdeckt, dass seine Geschäftspartner ihn ausgebeutet haben. Die Kinder haben sich inzwischen jedoch von ihm entfremdet und eine der Töchter will ihn nicht einmal mehr sehen.
Im zweiten Teil des Films wird deutlich, dass auch Jane ohne Martin nicht glücklich und Turi nur ein schwacher Ersatz ist. Als sie Martin nach der zweijährigen Trennung wiederbegegnet, geht sie auf sein Liebeswerben aber nicht ein. Sie wird zu Hause nämlich tagtäglich daran erinnert, dass ihre Tochter Peggy durch Martins Weggang schwere emotionale Verletzungen erlitten hat; und ihr fast erwachsener Sohn Tommy nutzt die Situation aus, um die Eltern zu seinem Vorteil gegeneinander auszuspielen. Weiter erschwert wird eine Versöhnung für Jane, als sie erfährt, dass Martins Beziehung mit Diana schon begonnen hatte, als die Ehe noch intakt schien. Der Film endet mit Martins Rückkehr nach Afrika.

## Produktion und Rezeption
Das Produktionsunternehmen World Film Services hatte mit Taylor und Burton zuvor bereits Brandung (1968) und mit Elizabeth Taylor Die Frau aus dem Nichts (1968) produziert. Seine Scheidung, ihre Scheidung war der erste Fernsehfilm, in dem Taylor und Burton gemeinsam auftraten und zugleich ihr letzter gemeinsamer Film. Ihre Gage betrug zusammen 500.000 Dollar. Taylor und Burton waren zum Zeitpunkt der Dreharbeiten miteinander verheiratet; sie wurden 1974 geschieden. Carrie Nye (1936–2006), die in dem Film die Rolle der Geliebten spielt, war eine bedeutende Bühnendarstellerin, die unter anderem als Blanche in Tennessee Williams’ Schauspiel Endstation Sehnsucht (1959) aufgetreten ist. Regisseur Waris Hussein hatte seine Laufbahn beim Fernsehen begonnen, seit 1969 aber erstmals auch einige Kinofilme inszeniert, von denen zwei für einen Silbernen Bären nominiert worden waren.
Die Dreharbeiten für den in Farbe und 35 mm produzierten Film fanden in Acapulco, Rom und in den Münchner Bavaria-Studios statt.
Die Fernseh-Erstaufführung erfolgte in den USA am 6. Februar 1973. In Frankreich kam der Film am 18. Juli 1973 auch in die Kinos.